# Gannet Island
Gannet Island (in der Sprache der Māori Karewa) ist eine einzelne kleine Insel in der Tasmansee etwa 19 km vor Kāwhia Harbour an der Westküste der Nordinsel Neuseelands.
Die Insel wurde am 1. Mai 1980 als Naturschutzgebiet ausgewiesen. Nach einer Zählung von 1980 befindet sich auf Gannet Island die zweitgrößte neuseeländische Brutkolonie des Australischen Tölpels.
Die Insel besteht aus den erodierten Resten eines bei Eruptionen von etwa 500.000 Jahren entstandenen Tuffringes. Sie ist als bedeutend jünger und im Aufbau verschieden von den Vulkangesteinen der nahegelegenen Küste bei Alexandra (Mount Karioi und Mount Pirongia) und Okete. Die Insel liegt am Ostrand des Nord-Taranaki-Grabens. Die Insel ist 15 m hoch und erstreckt sich etwa 65 m unter den Meeresspiegel.
Die Insel beherbergt auch eine bedeutende Kolonie des Neuseeländischen Seebären. Die Māori verwendeten die Insel als Begräbnisplatz. Heute werden die Gewässer um die Insel zum Tauchen und Fischen genutzt.